# Pace di Miseno
L'accordo di Miseno (39 a.C.) è una conseguenza diretta della crescita del potere politico di Sesto Pompeo, figlio del Magno: secondo questo accordo a Sesto Pompeo sarebbero spettate Sicilia, Sardegna e Corsica da parte di Ottaviano, e il Peloponneso da parte di Antonio. L'accordo si rivelerà essere solo formale, poiché Antonio si rifiuterà di cedere il Peloponneso e Sesto Pompeo riprenderà le sue scorrerie.